# Recep Kara

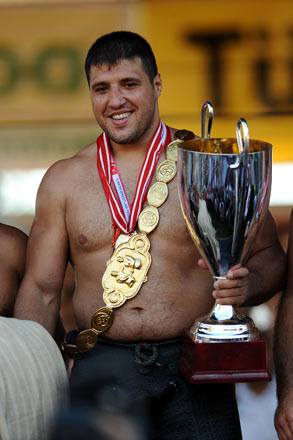
Recep Kara 2008

Recep Kara (* 25. Mai 1982 in Ünye) ist ein türkischer Ringer aus Ordu.

## Werdegang
Recep Kara begann als Jugendlicher 1994 in Samsun mit dem Ringen. Nach ersten größeren Erfolgen im nationalen Bereich wurde er Mitglied des renommierten Sportclubs Ankara TEDAS. Später wechselte er dann zum Sportclub ASKI Spor Ankara. Seine Trainer waren bzw. sind Ismail Nizamoglu u. Adem Bereket. Recep Kara studierte an der Konya Selask Universität, ist jetzt aber Angehöriger der türkischen Streitkräfte.
Der 1,85 m große Athlet betätigt sich ausschließlich im freien Stil, ist aber auch einer der besten türkischen Ölringer. Er wiegt ca. 120 kg.
Seine internationale Karriere begann bei der Junioren-Weltmeisterschaft 2001 in Taschkent, wo er allerdings mit einem Sieg und einer Niederlage mit dem 10. Platz im Schwergewicht vorliebnehmen musste. Bei der Junioren-Weltmeisterschaft 2002 in Tirana zeigte er sich dann stark verbessert und wurde vor Stamatios Giagias aus Griechenland, Petr Raichew aus der Ukraine und Rareș Chintoan aus Rumänien Junioren-Weltmeister im Schwergewicht.
In seiner Karriere bei den Senioren hat er in seiner Gewichtsklasse von Beginn an mit sehr starken Konkurrenten im eigenen Land zu kämpfen. Aydın Polatçı, der Weltmeister von 2005 und Fatih Çakıroğlu seien hier genannt. Trotzdem wurde er in den Jahren 2003 bis 2005 türkischer Meister im Schwergewicht. 2003 startete er bei der Militär-Weltmeisterschaft in Istanbul und kam dort hinter dem US-Amerikaner Dominic D. Black auf den 2. Platz. Er kam 2003 auch bei der Weltmeisterschaft in New York zum Einsatz, verlor dort aber nach einem Sieg über Mirko Silian aus der Schweiz gegen Alireza Rezaei aus dem Iran und erreichte deshalb nur den 14. Platz.
Für die Teilnahme an den Olympischen Spielen 2004 in Athen konnte sich Recep Kara nicht qualifizieren. Er scheiterte schon im eigenen Land an Aydın Polatçı. 2005 wurde er aber bei der Europameisterschaft in Warna eingesetzt, wo er allerdings schon nach seinem ersten Kampf, den er gegen David Otiaschwili aus Georgien verlor, ausschied und nur auf den 13. Platz kam.
Sein nächster Start bei einer internationalen Meisterschaft erfolgte bei der Weltmeisterschaft 2006 in Guangzhou, wo er eine starke Leistung zeigte und zu Siegen über Ha Van Hieu aus Vietnam, Lei Liang aus China u. Hizir Durgajew aus Aserbaidschan kam. Im Halbfinale scheiterte er aber am Olympiasieger Artur Taymazov aus Usbekistan und im Kampf um die WM-Bronzemedaille musste er eine knappe Punktniederlage von Ruslan Bassijew aus Armenien hinnehmen.
In den Jahren 2006 bis 2008 kam Recep Kara daneben nur noch bei der Militär-Weltmeisterschaft in Hyderabad zum Einsatz, wo er wiederum den 2. Platz belegte. Im Finale wurde er dabei von dem mehrfachen Weltmeister Kuramagomed Kuramagomedow aus Russland nach Punkten besiegt. Bei den Olympischen Spielen 2008 in Peking startete für die Türkei im Schwergewicht wieder Aydın Polatçı.
Recep Kara, der 2008 erneut türkischer Meister im Schwergewicht geworden war, kam dann im März 2009 bei der Europameisterschaft in Vilnius zum Einsatz. Er besiegte dort Bartłomiej Bartnicki aus Polen u. Soslan Ruslanowitsch Gaglojew aus Russland, verlor im Halbfinale gegen Ali Issajew aus Aserbaidschan und siegte im Kampf um die EM-Bronzemedaille über Ioannis Arzoumanidis aus Griechenland. Bei der Weltmeisterschaft 2009 in Herning/Dänemark siegte Recep Kara über Nabuyoshi Arakida aus Japan, verlor aber dann gegen Fardin Masoumi Valadi aus dem Iran. Da Masoumi das Finale erreichte, konnte er in der Trostrunde weiterringen, verlor aber gegen Aleksi Modebadse aus Georgien, womit er endgültig ausschied und den 12. Platz belegte.

## Internationale Erfolge
| Jahr | Platz | Wettbewerb                          | Gewichtsklasse | |
| 2001 | 10.   | Junioren-WM in Taschkent            | Schwer         | mit einem Sieg über Naoki Sawada, Japan u. einer Niederlage gegen Palwinder Singh Cheema, Indien                                                                                                |
| 2002 | 1.    | Junioren-WM in Tirana               | Schwer         | vor Stamatios Giagias, Griechenland, Petr Raichew, Ukraine u. Rareș Chintoan, Rumänien |
| 2003 | 2.    | CISM-Militär-WM in Istanbul         | Schwer         | hinter Dominic D. Black, USA, vor Radoslaw Jankowski, Polen u. Răzvan-Lucian Pîrcălabu, Rumänien                                                                                                |
| 2003 | 14.   | WM in New York                      | Schwer         | mit einem Sieg über Mirko Silian, Schweiz u. einer Niederlage gegen Alireza Rezaei, Iran |
| 2005 | 1.    | "Yasar-Dogu"-Memorial in Ankara     | Schwer         | vor Shaban Yalmez, Türkei, Akihito Tanaka, Japan u. Aydın Polatçı, Türkei |
| 2005 | 13.   | EM in Warna                         | Schwer         | nach einer Niederlage gegen David Otiaschwili, Georgien |
| 2006 | 5.    | WM in Guangzhou                     | Schwer         | mit Siegen über Ha Van Hieu, Vietnam, Lei Liang, China u. Hizir Durgajew, Aserbaidschan u. Niederlagen gegen Artur Taymazov, Usbekistan u. Ruslan Bassijew, Armenien                            |
| 2007 | 2.    | "Yasar-Dogu"-Memorial in Ankara     | Schwer         | hinter Fatih Çakıroğlu, vor Ali Reza Kaya, bde. Türkei u. Steve Mocco, USA |
| 2007 | 2.    | CISM-Militär-WM in Hyderabad        | Schwer         | hinter Kuramagomed Kuramagomedow, Russland, vor Fardin Masoumi Valadi, Iran u. Sergei Prjadun, Ukraine                                                                                          |
| 2008 | 8.    | "Yasar-Dogu"-Memorial in Ankara     | Schwer         | Sieger: Fardin Masoumi Valadi vor Boschidar Bojadschiew, Bulgarien u. Aydın Polatçı |
| 2008 | 3.    | Alexander-Medwed-Turnier in Minsk   | Schwer         | hinter Rareș Chintoan u. Fatih Çakıroğlu, gemeinsam mit Aydın Polatçı |
| 2009 | 8.    | Ziolkowski-Turnier in Warschau      | Schwer         | Sieger: Fardin Masoumi Valadi vor Marid Mutalimow, Kasachstan |
| 2009 | 1.    | "Ion-Corneanu"-Memorial in Bukarest | Schwer         | vor Dimitar Kumtschew, Bulgarien u. Claudiu Moldovan, Rumänien |
| 2009 | 3.    | EM in Vilnius                       | Schwer         | mit Siegen über Bartłomiej Bartnicki, Polen u. Soslan Ruslanowitsch Gaglojew, Russland, einer Niederlage gegen Ali Issajew, Aserbaidschan u. einem Sieg über Ioannis Arzoumanidis, Griechenland |
| 2009 | 12.   | WM in Herning/Dänemark              | Schwer         | mit einem Sieg über Nobuyoshi Arakida, Japan u. Niederlagen gegen Fardin Masoumi Valadi, Iran u. Aleksi Modebadse, Georgien                                                                     |

## Türkische Meisterschaften
Recep Kara wurde in den Jahren 2003, 2004, 2005 und 2008 türkischer Meister im Schwergewicht.
Anm.: alle Wettbewerbe im freien Stil, WM = Weltmeisterschaft, EM = Europameisterschaft, Schwergewicht, bis 120 kg Körpergewicht